# Mamie Gilroy
Mamie Gilroy (1871 – 8 de agosto de 1904) foi uma atriz e cantora americana de teatro musical.

## Início da vida
Gilroy nasceu em Nova York, sobrinha de Thomas F. Gilroy, que foi prefeito de Nova York em 1893 e 1894. Em algumas fontes, ela é confundida com sua prima, a filha do prefeito, Mary Agnes Gilroy Mulqueen (1865–1938).

## Carreira

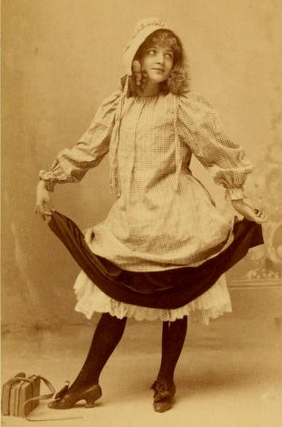
Mamie Gilroy, de uma publicação de 1908

Gilroy começou sua carreira ainda criança em sociedades anônimas, incluindo aquelas associadas a Charles H. Hoyt e Charles Frohman. Ela teve papéis em Only a Farmer's Daughter (1885), The Fakir (1890), Romany Rye (1891), Tuxedo (1891-1892), Babes in the Woods (1893), A Milk White Flag (1894), Davy Jones (1894), The China Dog (1895), Little Miss Busybody (1895), The Strange Adventures of Miss Brown (1896), The Merry-Go-Round (1896), Miss Manhattan (1897), Trilby (1898), Mam'selle 'Awkins (1900), Star and Garter (1900), El Capitan (1901), The Giddy Throng (1901), The Girl from Paris (1898, 1902), Lady Bountiful (1902), e George W. Lederer Mid-Summer Night Fancies (1903 ) Ela cantou "Everybody Wants to Kiss the Baby" na farsa musical After Office Hours (1901).
O Boston Globe chamou Gilroy de "uma das soubrettes mais brilhantes, mais vivazes e mais charmosas do palco americano". Gilroy propôs fundar uma igreja especialmente para profissionais do teatro em 1898. Em 1901, seu rosto, nome e palavras foram usados em anúncios impressos do Nervura do Dr. Greene, um "remédio para sangue e nervos" vendido para mulheres. Em 1902, Gilroy tornou-se membro honorário da Theatrical Mechanics 'Association.

## Vida pessoal
Em 1888, Gilroy foi atropelado por uma ambulância puxada por cavalos na rua de Nova York; ela foi descrita como tendo 17 anos na época. Em 1894, ela foi "jogada de um bonde elétrico" em Boston. Em 1898, ela anunciou seu noivado com Francis W. McNamara, um médico de saúde pública em Chicago. McNamara, que já era casado, disse que o anúncio foi uma piada. Gilroy morreu de doença cardíaca em 1904, com cerca de 33 anos (embora os obituários mostrassem sua idade como 26 anos), em sua casa na 130 East 115th Street na cidade de Nova York.

## O coquetel "Mamie Gilroy"
O coquetel "Mamie Gilroy" foi batizado em homenagem à atriz; consiste em whisky, ginger ale e lima.